# Günter Voigt (Zahnmediziner)
Günter Voigt (* 22. August 1955 in Dresden) ist ein deutscher Zahnarzt und Förderer von Kultur in Dresden.

## Leben und Werk
Voigt sprach in einem offenen Brief an den sächsischen Landesbischof Johannes Hempel vom Reformationstag 1989 in der Zeit des Umbruchs den Gedanken des Wiederaufbaus der Frauenkirche in Dresden an. Er sammelte damit Gleichgesinnte und wurde so auch zum Initiator des Rufs aus Dresden.
Im Jahr 1990 legte er die ersten Grundlagen für die zahnärztliche Standespolitik in Sachsen beim Aufbau von Kassenzahnärztlicher Vereinigung und Kammer. Nach der Initiative zur Gründung wurde er stellvertretender Vorsitzender des Vereins „Niedergelassene Zahnärzte Sachsens e.V.“
Mit dem Cellisten Jan Vogler gründete er 1994 im Zusammenhang mit dem Moritzburg Festival das Projekt „Dresdner Compact Disc“ zur Aufnahme von Kammermusik. Es wurden CD-Aufnahmen mit den Künstlern des Festivals, unter anderem Jan Vogler, Kai Vogler, Peter Bruns, Roglit Ishay und Mira Wang sowie den Dresdner Kapellsolisten eingespielt. Er gab 1996 im Selbstverlag eine Biografie des Dresdner Fotografen Emil Römmler (1842–1941) heraus, zu der Landeskonservator Heinrich Magirius ein Vorwort verfasste.
Im Oktober 2000 war Voigt Mitbegründer des Fördervereins Palais Großer Garten, für den er als Organisator einer Demonstration zur denkmalgerechten Erhaltung des barocken Kleinods wirkte. Im darauffolgenden Jahr initiierte er zusammen mit dem Nobelpreisträger Günter Blobel und den Friends of Dresden aus New York ein Tunnelprojekt, um eine Alternative für die umstrittene Waldschlößchenbrücke im UNESCO-Welterbegebiet anzubieten. Da die Brücke aber trotzdem gebaut wurde, verlor das Elbtal 2009 den Welterbetitel.
Seine Bücher, auch über verschiedene andere Themen (Maxener Marmor, Hofzahnarzt Dr. Jenkins, Grafiker Edi Kallista und Zeit der Romantik in Dresden u. v. a. m.) liegen in den großen Archiven (SLUB, Deutsche Bücherei, Library of Congress usw.).

## Veröffentlichungen
- Emil Römmler (1842–1941). Lebenserinnerungen eines Königlich-Sächsischen Hofphotographen. Eine amüsante Gründerzeit-Autobiographie und ein Beitrag zur Geschichte der Photographie, des Lichtdrucks und der Farbdruckverfahren in Dresden. Eigenverlag, Dresden 1996, ISBN 3-00-000844-6.
- Voigt, Günter: Maxen: Marmor, Kalk & andere Gesteine; Historie, Muse und Natur – ein Kaleidoskop; Dresden: Dr.-Günter-Voigt-Edition, Selbstverlag 2016
- Voigt, Günter; Jenkins, Newell Sill; Villa Thorwald : Dresden-Loschwitz : Die geheimnisvollen Wege eines alten Schrankes in Verbindung mit einer amerikanisch-deutschen Familiengeschichte und Ausflüge in die Historie der Zahnmedizin Dresden: Dr.-Günter-Voigt-Edition, Selbstverlag 2020
- Voigt, Günter; Wer war Edi Kallista? (1881-1974) : Versuch einer Annäherung; Dr.-Günter-Voigt-Edition, Selbstverlag 2021
- Voigt, Günter; Romantik in Dresden : Eine Collage; Dresdner Momentaufnahmen aus einem Tagebuch einer jungen Frau im Jahre 1826; Dr.-Günter-Voigt-Edition, Selbstverlag 2024